# Coordinadora Gai-Lesbiana de Catalunya
La Coordinadora de Lesbianes, Gais, Transsexuals i Bisexuals de Catalunya (CLGTB, Coordinadora de Lesbianas, Gays, Transexuales y Bisexuales de Cataluña) fue una federación de asociaciones de homosexuales, tanto gais como lesbianas, de Cataluña.

## Historia
Fue fundada en diciembre de 1986 en Barcelona con el nombre de Coordinadora d'Iniciatives Gais por Jordi Petit (histórico activista por los derechos de gais y lesbianas) y otros activistas gais. Cambió su nombre por el actual con la incorporación de las activistas lesbianas.
La Coordinadora de Lesbianes, Gais, Transsexuals i Bisexuals de Catalunya ha trabajado activamente desde su fundación para fomentar la plena igualdad legal, inició las primeras campañas contra el sida en la comunidad homosexual y de apoyo a las personas seropositivas y ha venido trabajando en la sociedad en general para promover la normalización social del hecho homosexual.

## Organización
En 2009 sus asociaciones integrantes son:
- Associació cristiana de gais i lesbianes (ACGIL)
- Gais Positius
- Grup d'Amics Gais (GAG)
- Grup jove de gais i lesbianes
- Discapacitados gay
- ACATHI

La CLGTB es miembro del Consell Municipal de Gais, Lesbianes i Homes i Dones Transsexuals de Barcelona y del Consell Nacional de Lesbianes, Gais i Homes i Dones Bisexuals i Transsexuals de Catalunya.
La CLGTB es miembro de la ILGA (International Lesbian and Gai Association). Jordi Petit, el primer secretario general de la CLGTB, fue elegido secretario general de esta organización internacional en 1995. 
Jordi Petit es actualmente el presidente de honor de la CLGTB. Su actual secretario general es Joaquim Roqueta.

## Objetivos y servicios
Su objetivo social es reunir el trabajo y los esfuerzos del movimiento asociativo LGTB de Cataluña para cooperar en la consecución de los retos comunes y para ofrecer servicios de calidad a la comunidad LGTB.
Entre sus objetivos están:
- Fomentar y dar apoyo al asociacionismo LGTB ofreciendo los instrumentos necesarios para la creación de nuevas asociaciones y el fortalecimiento de las ya existentes.
- Ofrecer servicios y actividades de interés a las asociaciones federadas y a la comunidad LGTB.
- Coordinar las actuaciones de las asociaciones federadas y servirlas de apoyo.
- Promover la normalización de la homosexualidad, la transexualidad y la bisexualidad en todos los ámbitos de la sociedad.
- Trabajar para la prevención del VIH en la comunidad LGTB y fomentar la solidaridad y el apoyo a las personas seropositivas y la salud y la calidad de vida de los gais, las lesbianas y los hombres y las mujeres transexuales y bisexuales.
- Influir sobre las fuentes de creación de opinión para que se acepte plenamente la homosexualidad, la transexualidad y la bisexualidad en la sociedad.
- Colaborar con las instituciones públicas y privadas y otras organizaciones que compartan objetivos similares.

La CLGTB ofrece diferentes servicios:
- 900ROSA (900 601 601), el servicio de información telefónica anónimo y gratuito sobre VIH/Sida e infecciones de transmisión sexual e información del colectivo LGTB.
- Asesoría Jurídica
- Asesoría Psicológica
- Oficina para las Asociaciones
- Oficina para el Voluntariado